# Prix Locus du meilleur roman de fantasy
Les prix Locus sont décernés chaque année, depuis 1971, par les lecteurs du magazine américain mensuel de science-fiction Locus lors d'un banquet annuel organisé par la Locus Science Fiction Foundation.
La catégorie du meilleur roman de fantasy récompense le meilleur roman de fantasy. Cette catégorie a été créée en 1978, a disparu en 1979 puis est réapparue en 1980. Depuis cette date, le prix est décerné chaque année.

## Palmarès
Les gagnants sont cités en premier, suivis par les autres œuvres nommées.

### Années 1970

#### 1978
Le Silmarillion (The Silmarillion) par J. R. R. Tolkien
- Notre-Dame des Ténèbres (Our Lady of Darkness) par Fritz Leiber
- La Malédiction du Rogue (The Chronicles of Thomas Covenant the Unbeliever) par Stephen R. Donaldson
- Shining, l'enfant lumière (The Shining) par Stephen King
- L'Épée de Shannara (The Sword of Shannara) par Terry Brooks
- Sword of the Demon par Richard A. Lupoff
- Heir of Sea and Fire par Patricia A. McKillip
- The Book of Merlyn par T. H. White
- Lunes pour Caméléon (A Spell for Chameleon) par Piers Anthony
- The Grey Mane of Morning par Joy Chant
- Le Labyrinthe du Minotaure (Cry Silver Bells) par Thomas Burnett Swann
- Trey of Swords par Andre Norton
- Queens Walk in the Dusk par Thomas Burnett Swann
- Silver on the Tree par Susan Cooper

### Années 1980

#### 1980
Harpist in the Wind par Patricia A. McKillip
- Dead Zone (The Dead Zone) par Stephen King
- Les Contes de Neverÿon (Tales of Nevèrÿon) par Samuel R. Delany
- Château-Roogna (Castle Roogna) par Piers Anthony
- Le Dernier Chant des Sirènes (The Merman's Children) par Poul Anderson
- Les Feux d'Azeroth (Fires of Azeroth) par C. J. Cherryh
- La Tour de guet (Watchtower) par Elizabeth A. Lynn
- Le Dernier Enchantement (The Last Enchantment) par Mary Stewart
- Malafrena (Malafrena) par Ursula K. Le Guin
- Le Maître de la mort (Death's Master) par Tanith Lee
- The Palace par Chelsea Quinn Yarbro
- Les Danseurs d'Arun (The Dancers of Arun) par Elizabeth A. Lynn
- Liens de sang (Kindred) par Octavia E. Butler
- Daughter of the Bright Moon par Lynn Abbey
- The Door Into Fire par Diane Duane
- Sorcerer's Son par Phyllis Eisenstein
- Les Chevaliers de la brune (The Drawing of the Dark) par Tim Powers

#### 1981
Le Château de Lord Valentin (Lord Valentine's Castle) par Robert Silverberg
- L'Ombre du bourreau (The Shadow of the Torturer) par Gene Wolfe
- Le Rituel du Sang (The Wounded Land) par Stephen R. Donaldson
- L'Enfant tombé de nulle part (Changeling) par Roger Zelazny
- La Fille du Nord (The Northern Girl) par Elizabeth A. Lynn
- L'Infini éclaté (Split Infinity) par Piers Anthony
- Le Commencement de nulle part (The Beginning Place) par Ursula K. Le Guin
- Un vampire ordinaire (The Vampire Tapestry) par Suzy McKee Charnas
- Shadowland (Shadowland) par Peter Straub
- Brume (The Mist) par Stephen King
- Ariosto furioso (Ariosto) par Chelsea Quinn Yarbro
- Tuer les morts (Kill the Dead) par Tanith Lee
- Un amour de Dracula (Thorn) par Fred Saberhagen
- Sabella / Le Maître des Ténèbres (Sabella) par Tanith Lee
- After Dark par Manly Wade Wellman
- Le Signe des locustes (A Storm of Wings) par M. John Harrison
- The Orphan par Robert Stallman
- Le Bois Duncton (Duncton Wood) par William Horwood
- All Darkness Met par Glen Cook
- Firelord par Parke Godwin
- Necropolis par Basil Copper
- Master of the Five Magics par Lyndon Hardy

#### 1982
La Griffe du demi-dieu (The Claw of the Conciliator) par Gene Wolfe
- L'Art de la mémoire et L'Orée des Bois (Little, Big) par John Crowley
- Terre mouvante (The Changing Land) par Roger Zelazny
- Le Chien de guerre (The War Hound and the World's Pain) par Michael Moorcock
- The Captive par Robert Stallman
- Roi de mort (Camber the Heretic) par Katherine Kurtz
- Le Donjon (The Keep) par F. Paul Wilson
- Horn Crown par Andre Norton
- La Mémoire de l'ombre (A Sense of Shadow) par Kate Wilhelm
- Lycanthia par Tanith Lee
- Path of the Eclipse par Chelsea Quinn Yarbro
- Le Maître des illusions (Delusion's Master) par Tanith Lee
- Peregrine: Secundus par Avram Davidson
- Le Trône de l'été (Kingdom of Summer) par Gillian Bradshaw
- Esbae: A Winter's Tale par Linda Haldeman
- Journey Behind the Wind par Patricia Wrightson
- The Sable Moon par Nancy Springer
- Franc-sorcier (Madwand) par Roger Zelazny
- Gryphon in Glory par Andre Norton
- Too Long a Sacrifice par Mildred Downey Broxon
- Cujo (Cujo) par Stephen King
- L'Adepte bleu (Blue Adept) par Piers Anthony

#### 1983
L'Épée du licteur (Sword of the Lictor) par Gene Wolfe
- La Citadelle de l'Autarque (The Citadel of the Autarch) par Gene Wolfe
- Riverdream (Fevre Dream) par George R. R. Martin
- L'Arbre primordial (The One Tree) par Stephen R. Donaldson
- La Transmigration de Timothy Archer (The Transmigration of Timothy Archer) par Philip K. Dick
- Amours, délices et ogres (Ogre, Ogre) par Piers Anthony
- Tempting Fate par Chelsea Quinn Yarbro
- L'(A)ile du Centaure (Centaur Aisle) par Piers Anthony
- Juxtaposition (Juxtaposition) par Piers Anthony
- Oh Susannah! par Kate Wilhelm
- Le Pion blanc des présages (Pawn of Prophecy) par David Eddings
- Les Pierres elfiques de Shannara (Elfstones of Shannara) par Terry Brooks
- The Black Beast par Nancy Springer
- The Swordbearer par Glen Cook
- In Winter's Shadow par Gillian Bradshaw
- In Viriconium par M. John Harrison
- The Delicate Dependency par Michael Talbot
- The Blue Sword par Robin McKinley
- The Bloodwind par Charles L. Grant

#### 1984
Les Dames du lac et Les Brumes d'Avalon (The Mists of Avalon) par Marion Zimmer Bradley
- Les Voies d'Anubis (The Anubis Gates) par Tim Powers
- Armageddon Rag (The Armageddon Rag) par George R. R. Martin
- Les Jardins de Suldrun (Lyonesse) par Jack Vance
- Le Pouvoir de l'or blanc (White Gold Wielder) par Stephen R. Donaldson
- Christine (Christine) par Stephen King
- Simetierre (Pet Sematary) par Stephen King
- La Pierre de rêve (The Dreamstone) par C. J. Cherryh
- Damiano par R. A. MacAvoy
- Neveryóna par Samuel R. Delany
- Dragon sur piédestal (Dragon on a Pedestal) par Piers Anthony
- Espoir-du-Cerf (Hart's Hope) par Orson Scott Card
- Cugel saga (Cugel's Saga) par Jack Vance
- L'Épée de l'hiver (The Sword of Winter) par Marta Randall
- Tea with the Black Dragon par R. A. MacAvoy
- Le Gambit du magicien (Magician's Gambit) par David Eddings
- The Tree of Swords and Jewels par C. J. Cherryh
- On a Pale Horse par Piers Anthony
- Le Dragon flottant (Floating Dragon) par Peter Straub
- L'Histoire sans fin (The Neverending Story) par Michael Ende
- Anackire (Anackire) par Tanith Lee
- The Dragon Waiting par John M. Ford
- Sung in Shadow par Tanith Lee
- Ware Hawk! par Andre Norton
- The Silent Gondoliers par William Goldman sous le pseudonyme S. Morgenstern
- The Sword Is Forged par Evangeline Walton

#### 1985
Job : Une comédie de justice (Job, a Comedy of Justice) par Robert A. Heinlein
- Damiano's Lute par R. A. MacAvoy
- Raphael par R. A. MacAvoy
- Le Talisman (The Talisman) par Stephen King et Peter Straub
- The Infinity Concerto par Greg Bear
- Gilgamesh, roi d'Ourouk (Gilgamesh the King) par Robert Silverberg
- The Ladies of Mandrigyn par Barbara Hambly
- La Fin de partie de l'Enchanteur (Enchanter's End Game) par David Eddings
- Le Businessman (The Businessman) par Thomas M. Disch
- Bearing an Hourglass par Piers Anthony
- La Tapisserie des Gobelins (Crewel Lye: A Caustic Yarn) par Piers Anthony
- La Tour des maléfices (Castle of Wizardry) par David Eddings
- La Forêt des mythagos (Mythago Wood) par Robert Holdstock
- Who Made Stevie Crye? par Michael Bishop
- Vampire junction (Vampire Junction) par S. P. Somtow
- Cards of Grief par Jane Yolen
- The Hero and the Crown par Robin McKinley
- Maia par Richard George Adams
- Nights at the Circus par Angela Carter
- Brisingamen par Diana L. Paxson
- Moonheart par Charles de Lint
- The Third Book of Swords par Fred Saberhagen
- Fire and Hemlock par Diana Wynne Jones
- Half a Sky par R. A. Lafferty
- The Ceremonies par T. E. D. Klein
- Le Bâtard de l'évêque (The Bishop's Heir) par Katherine Kurtz
- The Beggar Queen par Lloyd Alexander

#### 1986
Les Atouts de la vengeance (Trumps of Doom) par Roger Zelazny
- The Book of Kells par R. A. MacAvoy
- Fendragon (Dragonsbane) par Barbara Hambly
- Lestat le vampire (The Vampire Lestat) par Anne Rice
- La Perle verte (Lyonesse II: The Green Pearl) par Jack Vance
- La Justice du roi (The King's Justice) par Katherine Kurtz
- L'Arbre de l'été (The Summer Tree) par Guy Gavriel Kay
- The Dream Years par Lisa Goldstein
- With a Tangled Skein par Piers Anthony
- Dark of the Moon par P. C. Hodgell
- Silverthorn (Silverthorn) par Raymond E. Feist
- Mulengro (Mulengro) par Charles de Lint
- Lovecraft's Book par Richard A. Lupoff
- Brokedown Palace par Steven Brust
- Le Jeu de la damnation (The Damnation Game) par Clive Barker
- L'Enchantement de Shannara (The Wishsong of Shannara) par Terry Brooks
- Le Dernier Magicien (Wizard of the Pigeons) par Megan Lindholm
- In Yana, the Touch of Undying par Michael Shea
- The Last Rainbow par Parke Godwin
- Things Invisible to See par Nancy Willard (en)
- The Song of Mavin Manyshaped par Sheri S. Tepper
- Wings of Flame par Nancy Springer
- The Bronze King par Suzy McKee Charnas
- Marianne, the Magus, and the Manticore par Sheri S. Tepper

#### 1987
Soldat des brumes (Soldier of the Mist) par Gene Wolfe
- Le Sang d'Ambre (Blood of Amber) par Roger Zelazny
- Ça (It) par Stephen King
- Godbody par Theodore Sturgeon
- Twisting the Rope par R. A. MacAvoy
- The Folk of the Air par Peter S. Beagle
- The Serpent Mage par Greg Bear
- Le Dernier Magicien (Wizard of the Pigeons) par Megan Lindholm
- La Quête de saint Camber (The Quest for Saint Camber) par Katherine Kurtz
- Ténèbres sur Sethanon (A Darkness at Sethanon) par Raymond E. Feist
- Le Miroir de ses rêves (The Mirror of Her Dreams) par Stephen R. Donaldson
- La Voie obscure (The Darkest Road) par Guy Gavriel Kay
- Royaume magique à vendre ! (Magic Kingdom For Sale--Sold!) par Terry Brooks
- Homunculus (Homunculus) par James P. Blaylock
- Wielding a Red Sword par Piers Anthony
- La Cité des ombres (The Falling Woman) par Pat Murphy
- Le Dragon de l'épée (The Dragon in the Sword) par Michael Moorcock
- Jinian Star-Eye par Sheri S. Tepper
- New York by Knight par Esther M. Friesner
- The King of Ys: Roma Mater par Poul Anderson et sa femme Karen
- The Hounds of God par Judith Tarr
- The Unconquered Country par Geoff Ryman
- Yarrow par Charles de Lint
- La Lune affamée (The Hungry Moon) par Ramsey Campbell
- Fendragon (Dragonsbane) par Barbara Hambly
- A Voice for Princess par John Morressy
- Homme qui parle (Talking Man) par Terry Bisson

#### 1988
Le Septième Fils (Seventh Son) par Orson Scott Card
- Sur des mers plus ignorées ... (On Stranger Tides) par Tim Powers
- Le Signe du Chaos (Sign of Chaos) par Roger Zelazny
- Le Royaume des Devins (Weaveworld) par Clive Barker
- Lincoln's Dreams par Connie Willis
- Aegypt (Ægypt) par John Crowley
- The Witches of Wenshar par Barbara Hambly
- The Grey Horse par R. A. MacAvoy
- Infernal Devices par K. W. Jeter
- Les Gardiens du Ponant (Guardians of the West) par David Eddings
- Le Feu de ses passions (A Man Rides Through) par Stephen R. Donaldson
- Being a Green Mother par Piers Anthony
- War for the Oaks par Emma Bull
- Os de Lune (Bones of the Moon) par Jonathan Carroll
- Swan Song par Robert R. McCammon
- Les Trois Cartes (The Dark Tower II: The Drawing of the Three) par Stephen King
- Land of Dreams par James P. Blaylock
- Drôles de jouets (Strange Toys) par Patricia Geary
- Fille de l'empire (Daughter of the Empire) par Raymond E. Feist et Janny Wurts
- La Trahison des dieux (The Firebrand) par Marion Zimmer Bradley
- Never the Twain par Kirk Mitchell
- Le Sortilège de l'ombre (Darkspell) par Katharine Kerr
- La Huitième fille (Equal Rites) par Terry Pratchett
- La Cité des ombres (The Falling Woman) par Pat Murphy

#### 1989
Le Prophète rouge (Red Prophet) par Orson Scott Card
- The Paladin par C. J. Cherryh
- Il y a des portes (There Are Doors) par Gene Wolfe
- La Montagne aux licornes (Unicorn Mountain) par Michael Bishop
- Le Roi des Murgos (King of the Murgos) par David Eddings
- Le Dernier Denier (The Last Coin) par James P. Blaylock
- La Légende de la pierre (The Story of the Stone) par Barry Hughart
- Greenmantle par Charles de Lint
- Lavondyss (Lavondyss) par Robert Holdstock
- Le Trône du dragon et Le Roi de l'orage (The Dragonbone Chair) par Tad Williams
- Le Dragon des Sept Mers (Wyvern) par A. A. Attanasio
- The Healer's War par Elizabeth Ann Scarborough
- Druid's Blood par Esther M. Friesner
- The White Serpent par Tanith Lee
- Sister Light, Sister Dark par Jane Yolen
- Trois Sœurcières (Wyrd Sisters) par Terry Pratchett
- Qui a peur de Beowulf ? (Who's Afraid of Beowulf?) par Tom Holt
- Fils de l'océan (The Changeling Sea) par Patricia A. McKillip
- Le Peuple des rennes (The Reindeer People) par Megan Lindholm
- Flammes d'enfer (Sleeping in Flame) par Jonathan Carroll
- The White Raven par Diana L. Paxson
- Walkabout Woman par Michaela Roessner
- Silk Roads and Shadows par Susan Shwartz
- The Nightingale par Kara Dalkey
- Death in the Spirit House par Craig Strete

### Années 1990
| Sommaire : | - Haut - 1990 - 1991 - 1992 - 1993 - 1994 - 1995 - 1996 - 1997 - 1998 - 1999 |

#### 1990
L'Apprenti (Prentice Alvin) par Orson Scott Card
- Le Poids de son regard (The Stress of Her Regard) par Tim Powers
- Soldat d'Aretê (Soldier of Arete) par Gene Wolfe
- Rusalka par C. J. Cherryh
- Dream Baby par Bruce McAllister
- Madouc (Lyonesse: Madouc) par Jack Vance
- White Jenna par Jane Yolen
- Les Versets sataniques (The Satanic Verses) par Salman Rushdie
- La Sorcière de Darshiva (Sorceress of Darshiva) par David Eddings
- L'Enfant arc-en-ciel (A Child Across the Sky) par Jonathan Carroll
- Touristes (Tourists) par Lisa Goldstein
- La Forteresse de la perle (The Fortress of the Pearl) par Michael Moorcock
- Le Géant de pierre (The Stone Giant) par James P. Blaylock
- Au guet ! (Guards! Guards!) par Terry Pratchett
- Snow White and Rose Red par Patricia C. Wrede
- Aara (A Heroine of the World) par Tanith Lee
- Marianne, the Matchbox, and the Malachite Mouse par Sheri S. Tepper
- Ars Magica par Judith Tarr
- Gate of Darkness, Circle of Light par Tanya Huff
- Apocalypse par Nancy Springer
- Queen's Gambit Declined par Melinda Snodgrass
- Arthur (Arthur) par Stephen R. Lawhead
- The Coachman Rat par David Henry Wilson
- Tours of the Black Clock par Steve Erickson
- The Cockroaches of Stay More par Donald Harington

#### 1991
Tehanu (Tehanu: The Last Book of Earthsea) par Ursula K. Le Guin
- De bons présages (Good Omens) par Terry Pratchett et Neil Gaiman
- Tigane (Tigana) par Guy Gavriel Kay
- Notre mère qui êtes aux cieux (Only Begotten Daughter) par James Morrow
- Thomas le Rimeur (Thomas the Rhymer) par Ellen Kushner
- L'Œil du monde (The Eye of the World) par Robert Jordan
- The Blood of Roses par Tanith Lee
- Pair de l'empire (Servant of the Empire) par Raymond E. Feist et Janny Wurts
- Drink Down the Moon par Charles de Lint
- Rats and Gargoyles par Mary Gentle
- Ghostwood par Charles de Lint
- Les Zinzins d'Olive-Oued (Moving Pictures) par Terry Pratchett
- Cendorine et les Dragons (Dealing with Dragons) par Patricia C. Wrede
- L'Échange (Time and Chance) par Alan Brennert
- In Between Dragons par Michael Kandel
- Gossamer Axe par Gaèl Baudino
- Chase the Morning par Michael Scott Rohan
- Le Sortilège de Castleview (Castleview) par Gene Wolfe

#### 1992
La Belle endormie (Beauty) par Sheri S. Tepper
- The Little Country par Charles de Lint
- Huit honorables magiciens (Eight Skilled Gentlemen) par Barry Hughart
- Roi du matin, reine du jour (King of Morning, Queen of Day) par Ian McDonald
- L'Abîme arc-en-ciel (The Rainbow Abyss) par Barbara Hambly
- The Hereafter Gang par Neal Barrett, Jr.
- Mécomptes de fées (Witches Abroad) par Terry Pratchett
- Riverrun par S. P. Somtow
- Outside the Dog Museum par Jonathan Carroll
- King of the Dead par R. A. MacAvoy
- Nothing Sacred par Elizabeth Ann Scarborough
- La Sorcière et le Cygne (The Sorceress and the Cygnet) par Patricia A. McKillip
- La Revanche de la Rose (The Revenge of the Rose) par Michael Moorcock
- Le Dieu dans l'ombre (Cloven Hooves) par Megan Lindholm
- The Magic Spectacles par James P. Blaylock
- Le Mage de l'Apocalypse (The End-of-Everything Man) par Tom De Haven
- Le Hollandais volant (Flying Dutch) par Tom Holt
- Elsewhere par Will Shetterly
- The White Mists of Power par Kristine Kathryn Rusch
- The Architecture of Desire par Mary Gentle
- Illusion par Paula Volsky

#### 1993
Poker d'âmes (Last Call) par Tim Powers
- L'Esprit de l'anneau profane (The Spirit Ring) par Lois McMaster Bujold
- Briar Rose par Jane Yolen
- La Chanson d'Arbonne (A Song for Arbonne) par Guy Gavriel Kay
- Was par Geoff Ryman
- Les Vents du changement (Winds of Change) par Mercedes Lackey
- The Magicians of Night par Barbara Hambly
- Un lever de ténèbres (The Shadow Rising) par Robert Jordan
- Les Dômes de feu (Domes of Fire) par David Eddings
- Les Petits Dieux (Small Gods) par Terry Pratchett
- Last Refuge par Elizabeth Ann Scarborough
- The Cutting Edge par Dave Duncan
- A Sudden Wild Magic par Diana Wynne Jones
- La Nuit du prédateur (The Gypsy) par Steven Brust et Megan Lindholm
- Forest of the Night par S. P. Somtow
- Flying in Place par Susan Palwick (en)

#### 1994
The Innkeeper's Song par Peter S. Beagle
- The Iron Dragon's Daughter par Michael Swanwick
- Le Livre du nécromant, Le Cri de Camaris, L'Ombre de la roue et La Tour de l'ange vert (To Green Angel Tower) par Tad Williams
- The Thread That Binds the Bones par Nina Kiriki Hoffman
- Les Jeux étranges du soleil et de la lune (Strange Devices of the Sun and Moon) par Lisa Goldstein
- Les Feux du ciel (The Fires of Heaven) par Robert Jordan
- Deerskin par Robin McKinley
- Dog Wizard par Barbara Hambly
- Lord of the Two Lands par Judith Tarr
- Le Passe-broussaille (The Hollowing) par Robert Holdstock
- La Citadelle noire (Faery in Shadow) par C. J. Cherryh
- The Porcelain Dove par Delia Sherman
- Winter of the Wolf par R. A. MacAvoy
- The Far Kingdoms par Allan Cole et Chris Bunch
- Le Cygne et l'Oiseau de feu (The Cygnet and the Firebird) par Patricia A. McKillip
- The Wizard's Apprentice par S. P. Somtow
- Bones of the Past par Holly Lisle
- Dragon Star Book III: Skybowl par Melanie Rawn
- The Robin & the Kestrel par Mercedes Lackey

#### 1995
Brittle Innings par Michael Bishop
- En remorquant Jéhovah (Towing Jehovah) par James Morrow
- Le Seigneur du chaos (Lord of Chaos) par Robert Jordan
- Finder par Emma Bull
- Memory & Dream par Charles de Lint
- Amour et sommeil (Love & Sleep) par John Crowley
- Five Hundred Years After par Steven Brust
- L'Annonce des tempêtes (Storm Warning) par Mercedes Lackey
- Larque on the Wing par Nancy Springer
- Roi de l'été, fou de l'hiver (Summer King, Winter Fool) par Lisa Goldstein
- Le Bois de Merlin (Merlin's Wood) par Robert Holdstock
- L'Équilibre des ancres (A College of Magics) par Caroline Stevermer
- The Warrior's Tale par Allan Cole et Chris Bunch
- La Colline du dernier adieu (The Forest House) par Marion Zimmer Bradley
- Slow Funeral par Rebecca Ore
- L'Ombre d'une reine noire (Shadow of a Dark Queen) par Raymond E. Feist
- Temporary Agency par Rachel Pollack
- Rhinegold par Stephan Grundy
- The Dubious Hills par Pamela Dean
- Exiles 1: The Ruins of Ambrai par Melanie Rawn

#### 1996
Le Compagnon (Alvin Journeyman) par Orson Scott Card
- L'Éveil de la lune (Waking the Moon) par Elizabeth Hand
- Fortress in the Eye of Time par C. J. Cherryh
- Les Lions d'Al-Rassan (The Lions of Al-Rassan) par Guy Gavriel Kay
- Resurrection Man par Sean Stewart
- The Silent Strength of Stones par Nina Kiriki Hoffman
- Le Livre d'Atrix Wolfe (The Book of Atrix Wolfe) par Patricia A. McKillip
- Blood par Michael Moorcock
- L'Arrivée des tempêtes (Storm Rising) par Mercedes Lackey
- City of Bones par Martha Wells
- Crown of Shadows par C. S. Friedman
- Masquarade (Maskerade) par Terry Pratchett
- Zod Wallop par William Browning Spencer
- L'Apprenti assassin (Assassin's Apprentice) par Robin Hobb
- La Pierre des larmes (Stone of Tears) par Terry Goodkind
- The Tower of Beowulf par Parke Godwin
- A Sorcerer and a Gentleman par Elizabeth Willey
- Un monde sans fin (World Without End) par Sean Russell
- La Harpe des Vents (Harp of Winds) par Maggie Furey

#### 1997
Le Trône de fer et Le Donjon rouge (A Game of Thrones) par George R. R. Martin
- Lunatics par Bradley Denton
- Winter Rose par Patricia A. McKillip
- Le Jugement de Jéhovah (Blameless in Abaddon) par James Morrow
- L'Assassin du roi et La Nef du crépuscule (Royal Assassin) par Robin Hobb
- Une couronne d'épées (A Crown of Swords) par Robert Jordan
- Pieds d'argile (Feet of Clay) par Terry Pratchett
- Nadya (Nadya: The Wolf Chronicles) par Pat Murphy
- Le Prestige (The Prestige) par Christopher Priest
- L'Épouse de bois (The Wood Wife) par Terri Windling
- Le Vin des dieux (One for the Morning Glory) par John Barnes
- L'Ordre du labyrinthe (Walking the Labyrinth) par Lisa Goldstein
- La Chair et l'Ombre (Ancient Echoes) par Robert Holdstock
- Clouds End par Sean Stewart
- Les Royaumes du Nord (The Golden Compass) par Philip Pullman
- Mother of Winter par Barbara Hambly
- Fair Peril par Nancy Springer
- Le Sang de la déchirure (Blood of the Fold) par Terry Goodkind
- Firebird par Mercedes Lackey
- The Golden Key par Melanie Rawn, Jennifer Roberson et Kate Elliott
- Le Dragon et la Licorne (The Dragon and the Unicorn) par A. A. Attanasio
- Une mer sans rivage (Sea Without a Shore) par Sean Russell

#### 1998
Earthquake Weather par Tim Powers
- Jack Faust (Jack Faust) par Michael Swanwick
- La Guerre du plasma (City on Fire) par Walter Jon Williams
- Magie et Cristal (The Dark Tower IV: Wizard and Glass) par Stephen King
- Le Poison de la vengeance, La Voie magique et La Reine solitaire (Assassin's Quest) par Robin Hobb
- La Lune et le Roi-Soleil (The Moon and the Sun) par Vonda N. McIntyre
- Freedom & Necessity par Steven Brust et Emma Bull
- Trader par Charles de Lint
- Le Don. L'Ultime héritage (The Gift) par Patrick O'Leary
- Winter Tides par James P. Blaylock
- La Tour des anges (The Subtle Knife) par Philip Pullman
- Rose Daughter par Robin McKinley
- Dogland par Will Shetterly
- Le Dragon du Roi (King's Dragon) par Kate Elliott
- Le Seigneur des Isles (Lord of the Isles) par David Drake
- Gate of Ivory, Gate of Horn par Robert Holdstock
- Running with the Demon par Terry Brooks
- The Mines of Behemoth par Michael Shea
- My Soul to Keep par Tananarive Due
- The Night Watch par Sean Stewart
- The Stars Dispose par Michaela Roessner
- Le Dieu noir (The Blackgod) par J. Gregory Keyes

#### 1999
La Bataille des rois, L'Ombre maléfique et L'Invincible Forteresse (A Clash of Kings) par George R. R. Martin
- Stardust (Stardust) par Neil Gaiman
- L'Oiseau moqueur (Mockingbird) par Sean Stewart
- Flammes de vie (Heartfire) par Orson Scott Card
- Fortress of Eagles par C. J. Cherryh
- Les Démons du Roi-Soleil (Newton's Cannon) par J. Gregory Keyes
- Song for the Basilisk par Patricia A. McKillip
- Le Chemin de Sarance (Sailing to Sarantium) par Guy Gavriel Kay
- Someplace to Be Flying par Charles de Lint
- Dragon's Winter par Elizabeth A. Lynn
- Prince of Dogs par Kate Elliott
- Le Terrible Seigneur des ténèbres - Livre premier (Dark Lord of Derkholm) par Diana Wynne Jones
- The One-Armed Queen par Jane Yolen
- Changer par Jane Lindskold
- Juniper, Gentian, and Rosemary par Pamela Dean
- L'Insigne du chancelier (The Gilded Chain) par Dave Duncan
- Les Innamorati (The Innamorati) par Midori Snyder
- Bhagavati par Kara Dalkey
- Le Livre des Chevaliers (The Book of Knights) par Yves Meynard
- Harry Potter à l'école des sorciers (Harry Potter and the Philosopher's Stone) par J. K. Rowling

### Années 2000
| Sommaire : | - Haut - 2000 - 2001 - 2002 - 2003 - 2004 - 2005 - 2006 - 2007 - 2008 - 2009 |

#### 2000
Harry Potter et le Prisonnier d'Azkaban (Harry Potter and the Prisoner of Azkaban) par J. K. Rowling
- Le Cinquième Éléphant (The Fifth Elephant) par Terry Pratchett
- Fortress of Owls par C. J. Cherryh
- Sombres cités souterraines (Dark Cities Underground) par Lisa Goldstein
- Tamsin par Peter S. Beagle
- La Grande faucheuse (The Eternal Footman) par James Morrow
- Enchantement (Enchantment) par Orson Scott Card
- Mr X (Mr. X) par Peter Straub
- L'Algèbre des anges (A Calculus of Angels) par J. Gregory Keyes
- Le Bûcher des immortels (The Marriage of Sticks) par Jonathan Carroll
- Dragonshadow par Barbara Hambly
- A Red Heart of Memories par Nina Kiriki Hoffman
- The Rainy Season par James P. Blaylock
- Black Light par Elizabeth Hand
- The Stars Compel par Michaela Roessner
- The Sub par Thomas M. Disch
- Saint Fire par Tanith Lee
- The Wild Swans par Peg Kerr
- Sea Dragon Heir par Storm Constantine
- Rhapsody (Rhapsody) par Elizabeth Haydon

#### 2001
Les Brigands, L'Épée de feu, Les Noces pourpres et La Loi du régicide (A Storm of Swords) par George R. R. Martin
- Les Puissances de l'invisible (Declare) par Tim Powers
- Le Miroir d'ambre (The Amber Spyglass) par Philip Pullman
- Perdido Street Station (Perdido Street Station) par China Miéville
- La Guerrière oubliée, La Puissance de Carthage, Les Machines sauvages et La Dispersion des ténèbres (Ash: A Secret History) par Mary Gentle
- Galveston par Sean Stewart
- Le Seigneur des Empereurs (Lord of Emperors) par Guy Gavriel Kay
- Forests of the Heart par Charles de Lint
- La Vérité (The Truth) par Terry Pratchett
- Fortress of Dragons par C. J. Cherryh
- The Tower at Stony Wood par Patricia A. McKillip
- Daemonomania par John Crowley
- Le Baiser des ombres (A Kiss of Shadows) par Laurell K. Hamilton
- Le Cœur de l'hiver (Winter's Heart) par Robert Jordan
- White as Snow par Tanith Lee
- Prophecy (Prophecy) par Elizabeth Haydon
- Le Seigneur des trois règnes, Ombres et Flammes et Les Marches du trône (Ship of Destiny) par Robin Hobb
- Harry Potter et la Coupe de feu (Harry Potter and the Goblet of Fire) par J. K. Rowling
- Canyons par P. D. Cacek
- Une femme pour le roi (King Kelson's Bride) par Katherine Kurtz
- L'Empire de la déraison (Empire of Unreason) par J. Gregory Keyes
- Spindle's End par Robin McKinley
- Year of the Griffin par Diana Wynne Jones
- Knight of the Demon Queen par Barbara Hambly
- The Gate of Fire par Thomas Harlan
- The Grand Ellipse par Paula Volsky

#### 2002
American Gods (American Gods) par Neil Gaiman
- Le Vent d'ailleurs (The Other Wind) par Ursula K. Le Guin
- Le Fléau de Chalion (The Curse of Chalion) par Lois McMaster Bujold
- L'Aube du huitième jour (The Wooden Sea) par Jonathan Carroll
- Procrastination (Thief of Time) par Terry Pratchett
- The Onion Girl par Charles de Lint
- Territoires (Black House) par Stephen King et Peter Straub
- De la poussière à la chair - Souvenirs d'une famille d'immortels (From the Dust Returned) par Ray Bradbury
- Le Chant des spectres et Les Dieux de lumière (Otherland: Sea of Silver Light) par Tad Williams
- Le Prophète blanc et La Secte maudite (Fool's Errand) par Robin Hobb
- La Fille de la voleuse de rêves (The Dreamthief's Daughter) par Michael Moorcock
- Fumée d'opium (Smoking Poppy) par Graham Joyce
- Mother of Kings par Poul Anderson
- Coldheart Canyon (Coldheart Canyon) par Clive Barker
- Liraël (Lirael) par Garth Nix
- Past the Size of Dreaming par Nina Kiriki Hoffman
- L'Au-delà (The Beyond) par Jeffrey Ford
- La Marque (Kushiel's Dart) par Jacqueline Carey
- Bold as Love par Gwyneth Jones
- The House in the High Woold par Jeffrey E. Barlough
- Quand le danger rôde (Dead Until Dark) par Charlaine Harris
- Les Ombres de Dieu (The Shadows of God) par J. Gregory Keyes
- Le Royaume unique (The One Kingdom) par Sean Russell
- The Hauntings of Hood Canal par Jack Cady
- Les Fantômes de Winnie (Lost) par Gregory Maguire

#### 2003
Les Scarifiés (The Scar) par China Miéville
- Ronde de nuit (Night Watch) par Terry Pratchett
- Les Chiens de l'hiver (A Winter Haunting) par Dan Simmons
- White Apples par Jonathan Carroll
- L'Élue (Kushiel's Chosen) par Jacqueline Carey
- Délivrez-moi ! (Lost in a Good Book) par Jasper Fforde
- Les Fantômes d'Ombria (Ombria in Shadow) par Patricia A. McKillip
- Le Portrait de Madame Charbuque (The Portrait of Mrs. Charbuque) par Jeffrey Ford
- The Fall of the Kings par Ellen Kushner et Delia Sherman
- A Fistful of Sky par Nina Kiriki Hoffman
- The Alchemist's Door par Lisa Goldstein
- Le Voyage de l'Ombrelune (Voyage of the Shadowmoon) par Sean McMullen
- Lignes de vie (The Facts of Life) par Graham Joyce
- Le Graal de fer (The Iron Grail) par Robert Holdstock
- L'Île de la bataille (The Isle of Battle) par Sean Russell
- A Bed of Earth par Tanith Lee
- The Lady of the Sorrows par Cecilia Dart-Thornton
- Castles Made of Sand par Gwyneth Jones

#### 2004
Paladin des âmes (Paladin of Souls) par Lois McMaster Bujold
- Le Régiment monstrueux (Monstrous Regiment) par Terry Pratchett
- L'Âge des lumières (The Light Ages) par Ian R. MacLeod
- Les Loups de la Calla (The Dark Tower V: Wolves of the Calla) par Stephen King
- L'Énigme du cadran solaire (1610: A Sundial in a Grave) par Mary Gentle
- La Guerre des fleurs (The War of the Flowers) par Tad Williams
- Le Roi de bruyère (The Briar King) par Greg Keyes
- Les Enfants perdus (Lost Boy Lost Girl) par Peter Straub
- Le Dragon des glaces, L'Homme noir et Adieux et Retrouvailles (Fool's Fate) par Robin Hobb
- The Salt Roads par Nalo Hopkinson
- La Cité de cristal (The Crystal City) par Orson Scott Card
- The Skrayling Tree par Michael Moorcock
- The Anvil of the World par Kage Baker
- In the Forests of Serre par Patricia A. McKillip
- Sunshine par Robin McKinley
- Midnight Lamp par Gwyneth Jones
- Mortal Suns par Tanith Lee
- Le Pays des ténèbres (The Night Country) par Stewart O'Nan

#### 2005
Le Concile de fer (Iron Council) par China Miéville
- Le Chevalier et Le Mage (The Wizard Knight) par Gene Wolfe
- Timbré (Going Postal) par Terry Pratchett
- Le Chant de Susannah (The Dark Tower VI: Song of Susannah) par Stephen King
- Une affaire de famille (The Family Trade) par Charles Stross
- Alphabet of Thorn par Patricia A. McKillip
- Le Dernier Rayon du soleil (The Last Light of the Sun) par Guy Gavriel Kay
- Dead Kennedy (Perfect Circle) par Sean Stewart
- L'Ensorceleuse (Mortal Love) par Elizabeth Hand
- Jonathan Strange et Mr Norrell (Jonathan Strange & Mr Norrell) par Susanna Clarke
- In the Night Room par Peter Straub
- A Handbook of American Prayer par Lucius Shepard
- Le Prince charnel (The Charnel Prince) par Greg Keyes
- Dead Lines par Greg Bear
- Château d'ombre (Shadowmarch) par Tad Williams
- Dragons de verre (Glass Dragons) par Sean McMullen
- One King, One Soldier par Alexander C. Irvine
- Le Dernier Gardien des rêves (The Last Guardian of Everness) par John C. Wright
- Dragon's Treasure par Elizabeth A. Lynn
- Murder of Angels par Caitlín R. Kiernan
- The Witches' Kitchen par Cecelia Holland

#### 2006
Anansi Boys (Anansi Boys) par Neil Gaiman
- Le Chaos, Les Sables de Dorne et Un festin pour les corbeaux (A Feast for Crows) par George R. R. Martin
- Jeu de nains (Thud!) par Terry Pratchett
- La Chasse sacrée (The Hallowed Hunt) par Lois McMaster Bujold
- Someone Comes to Town, Someone Leaves Town par Cory Doctorow
- Un secret de famille (The Hidden Family) par Charles Stross
- A Princess of Roumania par Paul Park
- Lord Byron's Novel: The Evening Land par John Crowley
- Novice (Fledgling) par Octavia E. Butler
- La Déchirure et Le Cavalier rêveur (Shaman's Crossing) par Robin Hobb
- Od Magic par Patricia A. McKillip
- Glass Soup par Jonathan Carroll
- The House of Storms par Ian R. MacLeod
- Les Limites de l'enchantement (The Limits of Enchantment) par Graham Joyce
- L'Inspecteur Zhen et la Traite des âmes (Snake Agent) par Liz Williams (en)
- The Narrows par Alexander C. Irvine
- Le Poignard des rêves et Le Prince des corbeaux (Knife of Dreams) par Robert Jordan
- Orphans of Chaos par John C. Wright

#### 2007
Le Privilège de l'épée (The Privilege of the Sword) par Ellen Kushner
- Jennifer Morgue (The Jennifer Morgue) par Charles Stross
- Soldat de Sidon (Soldier of Sidon) par Gene Wolfe
- À deux pas du néant (Three Days to Never) par Tim Powers
- Le Dernier Chasseur de sorcières (The Last Witchfinder) par James Morrow
- Shriek: An Afterword par Jeff VanderMeer
- Solstice Wood par Patricia A. McKillip
- Le Fils rejeté, La Magie de la peur et Le Choix du soldat (Forest Mage) par Robin Hobb
- The Vengeance of Rome par Michael Moorcock
- Histoire de Lisey (Lisey's Story) par Stephen King
- Le Chant des sorciers (The Thousandfold Thought) par R. Scott Bakker
- The Tourmaline par Paul Park
- Une brève histoire des morts (The Brief History of the Dead) par Kevin Brockmeier
- Le Chevalier de sang (The Blood Knight) par Greg Keyes
- Trial of Flowers par Jay Lake
- The Demon and the City par Liz Williams (en)
- The Virtu par Sarah Monette
- Fugitives of Chaos par John C. Wright
- Ilario: The Lion's Eye par Mary Gentle
- Majestrum (Majestrum) par Matthew Hughes
- Téméraire : Les Dragons de Sa Majesté/Le Trône de jade/Par les chemins de la soie (Temeraire: His Majesty's Dragon/Throne of Jade/Black Powder War) par Naomi Novik
- Les Mensonges de Locke Lamora (The Lies of Locke Lamora) par Scott Lynch

#### 2008
Monnayé (Making Money) par Terry Pratchett
- Ysabel (Ysabel) par Guy Gavriel Kay
- Pirate Freedom par Gene Wolfe
- Territory par Emma Bull
- Endless Things par John Crowley
- The White Tyger par Paul Park
- Softspoken par Lucius Shepard
- Encre (Ink) par Hal Duncan
- Orphan's Tales: In the Cities of Coin and Spice par Catherynne M. Valente
- Whiskey and Water par Elizabeth Bear
- The New Moon's Arms par Nalo Hopkinson
- La Saison des traîtres (A Betrayal in Winter) par Daniel Abraham
- The Secret History of Moscow par Ekaterina Sedia (en)
- Titans of Chaos par John C. Wright
- Daughter of Hounds par Caitlín R. Kiernan
- The Spiral Labyrinth par Matthew Hughes
- Le Nom du vent (The Name of the Wind) par Patrick Rothfuss
- Sacrifices divins (Blood Engines) par T. A. Pratt (en)
- Bone Song par John Meaney

#### 2009
Lavinia (Lavinia) par Ursula K. Le Guin
- The Dragons of Babel par Michael Swanwick
- An Evil Guest par Gene Wolfe
- The Shadow Year par Jeffrey Ford
- The Bell at Sealey Head par Patricia A. McKillip
- La Saison de la guerre (An Autumn War) par Daniel Abraham
- The Knights of the Cornerstone par James P. Blaylock
- The Hidden World par Paul Park
- Shadowbridge/Lord Tophet par Gregory Frost
- L'Alchimie de la pierre (The Alchemy of Stone) par Ekaterina Sedia (en)
- The Ghost in Love par Jonathan Carroll
- L'Enchanteresse de Florence (The Enchantress of Florence) par Salman Rushdie
- The Love We Share Without Knowing par Christopher Barzak (en)
- Mémoires d'un maître faussaire (Memoirs of a Master Forger) par William Heaney
- The Engine's Child par Holly Phillips
- Varanger par Cecelia Holland

### Années 2010
| Sommaire : | - Haut - 2010 - 2011 - 2012 - 2013 - 2014 - 2015 - 2016 - 2017 - 2018 - 2019 |

#### 2010
The City and the City (The City and the City) par China Miéville
- Allez les mages ! (Unseen Academicals) par Terry Pratchett
- Drood (Drood) par Dan Simmons
- Palimpsest par Catherynne M. Valente
- Finch par Jeff VanderMeer
- Jade (Green) par Jay Lake
- The Revolution Business par Charles Stross
- Cantique (Canticle) par Ken Scholes
- Avilion (Avilion) par Robert Holdstock
- Pierre-de-vie (Lifelode) par Jo Walton
- La Saison de la paix (The Price of Spring) par Daniel Abraham
- The Red Tree par Caitlín R. Kiernan
- Cloud & Ashes: Three Winter's Tales par Greer Gilman
- Madness of Flowers par Jay Lake
- The High City par Cecelia Holland
- Audrey's Door par Sarah Langan
- Spell Games par T. A. Pratt (en)
- Dragon in Chains par Daniel Fox
- Gears of the City par Felix Gilman
- Last Days par Brian Evenson
- In Great Waters par Kit Whitfield
- The Painting and the City par Robert Wexler

#### 2011
Kraken (Kraken) par China Miéville
- Les Chevaux célestes (Under Heaven) par Guy Gavriel Kay
- Le Memorandum Fuller (The Fuller Memorandum) par Charles Stross
- The Sorcerer’s House par Gene Wolfe
- Qui a peur de la mort ? (Who Fears Death) par Nnedi Okorafor
- The Bards of Bone Plain par Patricia A. McKillip
- The Habitation of the Blessed par Catherynne M. Valente
- Cornes (Horns) par Joe Hill
- The Bird of the River par Kage Baker
- Messe noire (A Dark Matter) par Peter Straub
- Zoo City (Zoo City) par Lauren Beukes
- Sans forme (Changeless) par Gail Carriger
- La Route de Haut-Safran (Shades of Grey) par Jasper Fforde
- The Half-Made World par Felix Gilman
- Les Mille Automnes de Jacob de Zoet (The Thousand Autumns of Jacob de Zoet) par David Mitchell
- La Lance du désert (The Desert Spear) par Peter V. Brett
- Hespira par Matthew Hughes
- The House of Discarded Dreams par Ekaterina Sedia (en)
- The Wolf Age par James Enge
- The Folding Knife par K. J. Parker
- Jade Man's Skin par Daniel Fox
- Kings of the North par Cecelia Holland
- La Voie des rois (The Way of Kings) par Brandon Sanderson
- A Matter of Blood par Sarah Pinborough

#### 2012
Le Bûcher d'un roi, Les Dragons de Meereen et Une danse avec les dragons (A Dance with Dragons) par George R. R. Martin
- Morwenna (Among Others) par Jo Walton
- Coup de tabac (Snuff) par Terry Pratchett
- La Peur du sage (The Wise Man’s Fear) par Patrick Rothfuss
- Immortel (Deathless) par Catherynne M. Valente
- Le Royaume des dieux (The Kingdom of Gods) par N. K. Jemisin
- Le Roi magicien (The Magician King) par Lev Grossman
- Les Héros (The Heroes) par Joe Abercrombie
- The Folded World par Catherynne M. Valente
- À pierre fendre (The Cold Commands) par Richard K. Morgan
- L'Éducation de Stony Mayhall (Raising Stony Mayhall) par Daryl Gregory
- The Uncertain Places par Lisa Goldstein
- Redwood and Wildfire par Andrea Hairston
- Sans cœur (Heartless) par Gail Carriger
- Moriarty : Le Chien d'Uberville (Professor Moriarty: The Hound of the D'Urbervilles) par Kim Newman
- La Voie du dragon (The Dragon's Path) par Daniel Abraham
- The Alchemists of Kush par Minister Faust
- Briarpatch par Tim Pratt
- Mr. Fox par Helen Oyeyemi
- Lame damnée (The Fallen Blade) par Jon Courtenay Grimwood
- The Hammer par K. J. Parker
- Mistification par Kaaron Warren

#### 2013
The Apocalypse Codex par Charles Stross
- La Fille qui se noie (The Drowning Girl) par Caitlín R. Kiernan
- Parmi les tombes (Hide Me Among the Graves) par Tim Powers
- La Lune tueuse (The Killing Moon) par N. K. Jemisin
- Glamour in Glass par Mary Robinette Kowal
- Pays rouge (Red Country) par Joe Abercrombie
- Comme un conte (Some Kind of Fairy Tale) par Graham Joyce
- Le Sang du roi (The King's Blood) par Daniel Abraham
- Murmures souterrains (Whispers Under Ground) par Ben Aaronovitch
- Worldsoul par Liz Williams
- The Mirage par Matt Ruff
- Sharps par K. J. Parker
- And Blue Skies from Pain par Stina Leicht (en)
- Bullettime par Nick Mamatas
- The Steel Seraglio par Mike Carey, Linda Carey et Louise Carey
- The Troupe par Robert Jackson Bennett
- Boneland par Alan Garner
- Range of Ghosts par Elizabeth Bear
- Crandolin par Anna Tambour

#### 2014
L'Océan au bout du chemin (The Ocean at the End of the Lane) par Neil Gaiman
- Nosfera2 (NOS4A2) par Joe Hill
- La République des voleurs (The Republic of Thieves) par Scott Lynch
- Le Fleuve des étoiles (River of Stars) par Guy Gavriel Kay
- Docteur Sleep (Doctor Sleep) par Stephen King
- Les Lumineuses (The Shining Girls) par Lauren Beukes
- Déraillé (Raising Steam) par Terry Pratchett
- Sister Mine par Nalo Hopkinson
- The Land Across par Gene Wolfe
- London Falling par Paul Cornell
- Joyland (Joyland) par Stephen King
- Une vie après l’autre (Life After Life) par Kate Atkinson
- Blood Oranges par Kathleen Tierney
- La Loi du tyran (The Tyrant's Law) par Daniel Abraham
- Cold Steel par Kate Elliott
- Necessary Evil par Ian Tregillis
- The Aylesford Skull par James P. Blaylock
- The Violent Century par Lavie Tidhar
- Anno Dracula 1976-1991: Johnny Alucard par Kim Newman
- American Elsewhere (American Elsewhere) par Robert Jackson Bennett
- The Year of the Ladybird par Graham Joyce
- The Scrivener's Tale par Fiona McIntosh
- Between Two Thorns par Emma Newman
- The Village Sang to the Sea: A Memoir of Magic par Bruce McAllister (en)
- Dead Set par Richard Kadrey

#### 2015
The Goblin Emperor par Katherine Addison
- La Cité des Marches (City of Stairs) par Robert Jackson Bennett
- The Mirror Empire par Kameron Hurley
- Steles of the Sky par Elizabeth Bear
- La Terre du magicien (The Magician’s Land) par Lev Grossman
- Full Fathom Five par Max Gladstone
- The Girls at the Kingfisher Club par Genevieve Valentine
- Revival (Revival) par Stephen King
- Beautiful Blood par Lucius Shepard
- California Bones par Greg van Eekhout (en)
- The Widow's House par Daniel Abraham
- Quand un homme rêve (A Man Lies Dreaming) par Lavie Tidhar
- Hawk par Steven Brust
- Jusqu'à l'âme (The Dark Defiles) par Richard K. Morgan
- Bathing the Lion par Jonathan Carroll
- The Bees par Laline Paull
- Heirs of Grace par Tim Pratt
- The Winter Boy par Sally Wiener Grotta
- The Boy Who Drew Monsters par Keith Donohue
- Resurrections par Roz Kaveney
- Le Livre des Radieux (Words of Radiance) par Brandon Sanderson

#### 2016
Déracinée (Uprooted) par Naomi Novik
- La Cinquième Saison (The Fifth Season) par N. K. Jemisin
- Karen Memory par Elizabeth Bear
- La Chute de la maison aux flèches d'argent (The House of Shattered Wings) par Aliette de Bodard
- Wylding Hall par Elizabeth Hand
- Le Géant enfoui (The Buried Giant) par Kazuo Ishiguro
- The Philosopher Kings par Jo Walton
- The Annihilation Score par Charles Stross
- Le Fils de l'acier noir (Son of the Black Sword) par Larry Correia
- The Aeronaut's Windlass par Jim Butcher
- Les Disparues de Rushpool (Foxglove Summer) par Ben Aaronovitch
- Slade House (Slade House) par David Mitchell
- Carnets noirs (Finders Keepers) par Stephen King
- Empire Ascendant par Kameron Hurley
- Archivist Wasp par Nicole Kornher-Stace
- Beneath London par James P. Blaylock
- L’homme est un dieu en ruine (A God in Ruins) par Kate Atkinson
- Savages par K. J. Parker
- Killing Pretty par Richard Kadrey
- Pacific Fire par Greg van Eekhout (en)
- The Liminal War par Ayize Jama-Everett (en)
- A Net of Dawn and Bones par C. Chancy
- Nightwise par R. S. Belcher

#### 2017
Tous les oiseaux du ciel (All the Birds in the Sky) par Charlie Jane Anders
- La Porte de cristal (The Obelisk Gate) par N. K. Jemisin
- Le Goût de la victoire et Le Mur de tempêtes (The Wall of Storms) par Ken Liu
- The Nightmare Stacks par Charles Stross
- Enfants de la terre et du ciel (Children of Earth and Sky) par Guy Gavriel Kay
- La Cité des Lames (City of Blades) par Robert Jackson Bennett
- The Winged Histories par Sofia Samatar
- Les Derniers Jours du Nouveau-Paris (The Last Days of New Paris) par China Miéville
- Necessity par Jo Walton
- Summerlong par Peter S. Beagle
- Cloudbound par Fran Wilde (en)
- Kingfisher par Patricia A. McKillip
- Four Roads Cross par Max Gladstone
- Medusa's Web par Tim Powers
- Who Killed Sherlock Holmes? par Paul Cornell
- The Spider's War par Daniel Abraham
- L'Inclinaison (The Gradual) par Christopher Priest
- An Accident of Stars par Foz Meadows (en)
- Breath of Earth par Beth Cato
- The Perdition Score par Richard Kadrey
- Will Do Magic for Small Change par Andrea Hairston (en)
- Masks and Shadows par Stephanie Burgis
- Nameless par Matthew Rossi
- The Last Mortal Bond par Brian Staveley (en)
- The Regional Office Is Under Attack! par Manuel Gonzales
- The Liberation par Ian Tregillis
- A Shadow All of Light par Fred Chappell
- Heartless par Matthew Rossi

#### 2018
Les Cieux pétrifiés (The Stone Sky) par N. K. Jemisin
- The Stone in the Skull par Elizabeth Bear
- La Fantastique Famille Telemachus (Spoonbenders) par Daryl Gregory
- L'Ascension de la maison Aubepine (The House of Binding Thorns) par Aliette de Bodard
- The Delirium Brief par Charles Stross
- La Cité de Jade (Jade City) par Fonda Lee
- Kra : Dar Duchesne dans les ruines de l'Ymr (Ka: Dar Oakley in the Ruin of Ymr) par John Crowley
- The Ruin of Angels par Max Gladstone
- La Cité des Miracles (City of Miracles) par Robert Jackson Bennett
- Horizon par Fran Wilde (en)
- An Unkindness of Magicians par Kat Howard (en)
- The River Bank par Kij Johnson
- The Heart of What Was Lost par Tad Williams
- Creatures of Will and Temper par Molly Tanzer
- Quillifer par Walter Jon Williams
- The Beautiful Ones par Silvia Moreno-Garcia
- A Tyranny of Queens par Foz Meadows (en)
- Exit West (Exit West) par Mohsin Hamid
- Corpselight par Angela Slatter (en)
- Blackthorne par Stina Leicht (en)

#### 2019
La Fileuse d'argent (Spinning Silver) par Naomi Novik
- The Mere Wife par Maria Dahvana Headley (en)
- European Travel for the Monstrous Gentlewoman par Theodora Goss
- Les Maîtres enlumineurs (Foundryside) par Robert Jackson Bennett
- Lies Sleeping par Ben Aaronovitch
- The Monster Baru Cormorant par Seth Dickinson (en)
- The Wonder Engine par T. Kingfisher
- Deep Roots par Ruthanna Emrys
- Ahab’s Return par Jeffrey Ford
- Creatures of Want and Ruin par Molly Tanzer
- Summerland (Summerland) par Hannu Rajaniemi
- Frankenstein à Bagdad (Frankenstein in Baghdad ) par Ahmed Saadawi
- Red Waters Rising par Laura Anne Gilman
- The Phoenix Empress par K Arsenault Rivera
- Temper par Nicky Drayden
- Fire Dance par Ilana C. Myer
- Latchkey par Nicole Kornher-Stace
- Dreadful Company par Vivian Shaw
- Melmoth par Sarah Perry (en)
- Salvation's Fire par Justina Robson

### Années 2020
| Sommaire : | - Haut - 2020 - 2021 - 2022 - 2023 - 2024 - 2025 |

#### 2020
Middlegame par Seanan McGuire
- La Tour du Freux (The Raven Tower) par Ann Leckie
- Les Dieux de jade et d'ombre (Gods of Jade and Shadow) par Silvia Moreno-Garcia
- Le Fléau des locustes (Storm of Locusts) par Rebecca Roanhorse
- La Guerre du jade (Jade War) par Fonda Lee
- The Iron Dragon's Mother par Michael Swanwick
- La Neuvième Maison (Ninth House) par Leigh Bardugo
- Astronautes morts (Dead Astronauts) par Jeff VanderMeer
- Un éclat d'antan (A Brightness Long Ago) par Guy Gavriel Kay
- La Mer sans étoiles (The Starless Sea) par Erin Morgenstern
- The House of Sundering Flames par Aliette de Bodard
- Un soupçon de haine (A Little Hatred) par Joe Abercrombie
- The Bird King par G. Willow Wilson
- The True Queen par Zen Cho (en)
- Lent par Jo Walton
- The Red-Stained Wings par Elizabeth Bear
- The Sinister Mystery of the Mesmerizing Girl par Theodora Goss
- Sixteen Ways to Defend a Walled City par K. J. Parker
- Ivory Apples par Lisa Goldstein
- Le Créateur de poupées (The Dollmaker) par Nina Allan
- Gingerbread par Helen Oyeyemi
- Air Logic par Laurie J. Marks (en)
- Unraveling par Karen Lord

#### 2021
Genèse de la cité (The City We Became) par N. K. Jemisin
- Piranèse (Piranesi) par Susanna Clarke
- Harrow la Neuvième (Harrow the Ninth) par Tamsyn Muir
- Soleil noir (Black Sun) par Rebecca Roanhorse
- Le Temps des sorcières (The Once and Future Witches) par Alix E. Harrow
- La Vie invisible d'Addie Larue (The Invisible Life of Addie LaRue) par Victoria Schwab
- Les Libraires gauchers de Londres (The Left-Handed Booksellers of London) par Garth Nix
- Le Problème avec la paix (The Trouble with Peace) par Joe Abercrombie
- Le Pacte de minuit (The Midnight Bargain) par C. L. Polk (en)
- The Angel of the Crows par Katherine Addison
- Stormsong par C. L. Polk (en)
- Phoenix Extravagant par Yoon Ha Lee
- Ou ce que vous voudrez (Or What You Will) par Jo Walton
- The Blade Between par Sam J. Miller
- By Force Alone par Lavie Tidhar
- Chinatown, intérieur (Interior Chinatown) par Charles Yu (en)
- The Sunken Land Begins to Rise Again par M. John Harrison
- Comet Weather par Liz Williams (en)
- The Book of Lamps and Banners par Elizabeth Hand
- Creatures of Charm and Hunger par Molly Tanzer (en)
- How to Rule an Empire and Get Away with It par K. J. Parker
- Trouble the Saints par Alaya Dawn Johnson
- Utopia Avenue (Utopia Avenue) par David Mitchell
- Mordew (Mordew) par Alex Pheby (en)
- Éducation meurtrière (A Deadly Education) par Naomi Novik
- La Maison au milieu de la mer Céruléenne (The House in the Cerulean Sea) par T. J. Klune

#### 2022
L'Héritage du jade (Jade Legacy) par Fonda Lee
- Black Water Sister par Zen Cho (en)
- Promotion funeste (The Last Graduate) par Naomi Novik
- The Witness for the Dead par Katherine Addison
- Paladin’s Strength par T. Kingfisher
- Light From Uncommon Stars par Ryka Aoki
- Le Trône de Jasmin (The Jasmine Throne) par Tasha Suri
- Soulstar par C. L. Polk (en)
- Ni dieux ni monstres (No Gods, No Monsters) par Cadwell Turnbull (en)
- Sous la porte qui chuchote (Under the Whispering Door) par T. J. Klune
- La Sagesse des foules (The Wisdom of Crowds) par Joe Abercrombie
- The Blacktongue Thief par Christopher Buehlman (en)
- Son of the Storm par Suyi Davies Okungbowa (en)
- The Memory Theater par Karin Tidbeck
- The Inheritance of Orquídea Divina par Zoraida Córdova (en)
- The Escapement par Lavie Tidhar
- The Mask of Mirrors par Marie Brennan et Alyc Helms
- Grave Reservations par Cherie Priest
- Blackthorn Winter par Liz Williams (en)
- The Shipbuilder of Bellfairie par M. Rickert
- Peaces par Helen Oyeyemi
- All the Murmuring Bones par A. G. Slatter
- The Hidden Palace par Helene Wecker (en)
- The Hood par Lavie Tidhar
- Sistersong par Lucy Holland
- Cyber Mage par Saad Z. Hossain (en)
- Honeycomb par Joanne Harris
- Maître des djinns (A Master of Djinn) par P. Djèlí Clark
- The Book of Form and Emptiness par Ruth Ozeki
- Celle qui devint le soleil (She Who Became the Sun) par Shelley Parker-Chan

#### 2023
Babel (Babel) par R. F. Kuang
- Nettle and Bone : Comment tuer un prince (Nettle & Bone) par T. Kingfisher
- Nona la Neuvième (Nona the Ninth) par Tamsyn Muir
- Némésis de la cité (The World We Make) par N. K. Jemisin
- La Lance de Peretur (Spear) par Nicola Griffith
- La Reine sirène (Siren Queen) par Nghi Vo
- Les Enclaves dorées (The Golden Enclaves) par Naomi Novik
- When Women Were Dragons par Kelly Barnhill
- Étoile ardente (Fevered Star) par Rebecca Roanhorse
- The Grief of Stones par Katherine Addison

#### 2024
Roi Sorcier (Witch King) par Martha Wells
- Paladin’s Faith par T. Kingfisher
- Les Hors-la-loi de l'eau (The Water Outlaws) par S. L. Huang
- Celui qui noya le monde (He Who Drowned the World) par Shelley Parker-Chan
- To Shape a Dragon’s Breath par Moniquill Blackgoose
- L'Encyclopédie féerique d'Emily Wilde (Emily Wilde’s Encyclopaedia of Faeries) par Heather Fawcett
- City of Last Chances par Adrian Tchaikovsky
- My Brother’s Keeper par Tim Powers
- The Keeper’s Six par Kate Elliott
- Dead Country par Max Gladstone
- House of Open Wounds par Adrian Tchaikovsky
- Dragonfall par L. R. Lam
- Nous sommes la crise (We Are the Crisis) par Cadwell Turnbull (en)
- Mr. Breakfast par Jonathan Carroll
- Blade of Dream par Daniel Abraham
- Salt on the Midnight Fire par Liz Williams (en)
- The Art of Destiny par Wesley Chu (en)
- The Pomegranate Gate par Ariel Kaplan
- Mad Sisters of Es par Tashan Mehta
- The Warden par Daniel M. Ford
- I Am Homeless If This Is Not My Home par Lorrie Moore
- The Adventures of Amina al-Sirafi par S. A. Chakraborty (en)
- Les Portes de Lumière (The Saint of Bright Doors) par Vajra Chandrasekera
- After the Forest par Kell Woods

#### 2025
Quand vient la sorcière (A Sorceress Comes to Call) par T. Kingfisher
- La Guilde des Queues de chats morts (The Dead Cat Tail Assassins) par P. Djèlí Clark
- The City in Glass par Nghi Vo
- The Tainted Cup par Robert Jackson Bennett
- The Siege of Burning Grass par Premee Mohamed (en)
- I’m Afraid You’ve Got Dragons par Peter S. Beagle
- Longue vie au mal (Long Live Evil) par Sarah Rees Brennan
- The Bright Sword par Lev Grossman
- Asunder par Kerstin Hall
- Somewhere Beyond the Sea par T. J. Klune
- Navola par Paolo Bacigalupi
- Blackheart Man par Nalo Hopkinson
- Le Familier (The Familiar) par Leigh Bardugo
- Requiem pour les fantômes (The Warm Hands of Ghosts) par Katherine Arden
- Metal from Heaven par August Clarke
- Days of Shattered Faith par Adrian Tchaikovsky
- The Nightward par R. S. A. Garcia (en)
- Wicked Problems par Max Gladstone
- The Last Hour Between Worlds par Melissa Caruso
- The Briar Book of the Dead par A. G. Slatter
- The Tapestry of Time par Kate Heartfield (en)
- The Sky on Fire par Jenn Lyons
- Shadow of the Smoking Mountain par Howard Andrew Jones (en)
- The Scholar and the Last Faerie Door par H. G. Parry (en)
- The Book of Gold par Ruth Frances Long (en)
- The Parliament par Aimee Pokwatka